# Стартовый комплекс LP 0 Среднеатлантического регионального космопорта
Launch Pad 0, Pad 0 или LP-0, также известный как Launch Complex 0, Launch Area 0 или LA-0, является стартовым комплексом в Среднеатлантическом региональном космодроме (англ. Mid-Atlantic Regional Spaceport, MARS) на острове Уоллопс (Вирджиния), в Соединённых Штатах. MARS расположен рядом со Стартовым комплексом Уоллопс (WFF) НАСА, который управлял стартовым комплексом до 2003 года. WFF продолжает предоставлять различные услуги поддержки запускам MARS по контракту с Содружеством Вирджинии.
Стартовый комплекс состоит из трёх отдельных стартовых площадок: LP-0A, LP-0B и Launch Complex-2 (LC-2, также LP-0C).

## Статистика запусков
- Антарес (0A)
- Minotaur I (0B)
- Minotaur IV (0B)
- Minotaur V (0B)
- Электрон (0C)

Диаграмма исключает единственный запуск Conestoga с площадки 0A в 1995 году. Диаграмма также не учитывает суборбитальный запуск ALV X-1 22 августа 2008 года с площадки 0B.

## История

### Стартовая площадка 0A
LP-0A был впервые построен для ракетной программы Conestoga, которая так и была не реализована. Оригинальная стартовая башня была впоследствии снесена в сентябре 2008 года. С 2009 по 2011 год была построена новая стартовая установка для ракеты-носителя Orbital Sciences Corporation Taurus II, которая теперь называется Антарес. Реконструкция площадки для Antares включала в себя создание Горизонтальной интеграционной установки для сопряжения с пусковой установкой/полезной нагрузкой и колёсным транспортёром/сборщиком, который выкатывает и устанавливает ракету на свою стартовой площадку примерно за 24 часа до запуска. Первый запуск Antares состоялся 21 апреля 2013 года.
Площадка была усилена сваями и оснащена устройством для заправки жидким топливом, жёлобом отвода реактивной струи и системой затопления для охлаждения и подавления звука. Подушка способна выдержать общий взлётный вес 453,6 т и позволяет запускать полезную нагрузку до 5035 кг на низкую околоземную орбиту
28 октября 2014 года, ракета Orbital Systems Antares взлетела в рамках миссии Cygnus CRS ОРБ-3, но взорвалась через 6 секунд после взлёта, нанеся значительный ущерб стартовой площадке. 29 октября 2014 года группы следователей начали осматривать обломки на месте крушения. К маю 2015 года смета была пересмотрена примерно до 13 млн долл. США. В то время НАСА выделило 5 миллионов долларов, Управление космических полётов штата Вирджиния выделило 3 миллиона долларов, а Orbital ATK — 3 миллиона. Ремонтные работы велись и их планировалось завершить к сентябрю 2015 года, но ремонт был профинансирован только до августа, и CSFA штата Вирджиния потребовал, чтобы Orbital предоставила оставшиеся 2 миллиона долларов. 30 сентября 2015 года космодром объявил, что ремонт площадки 0А завершён. Стартовая площадка возобновила полёты с миссией Cygnus CRS OA-5 17 октября 2016 года.

### Стартовая площадка 0B

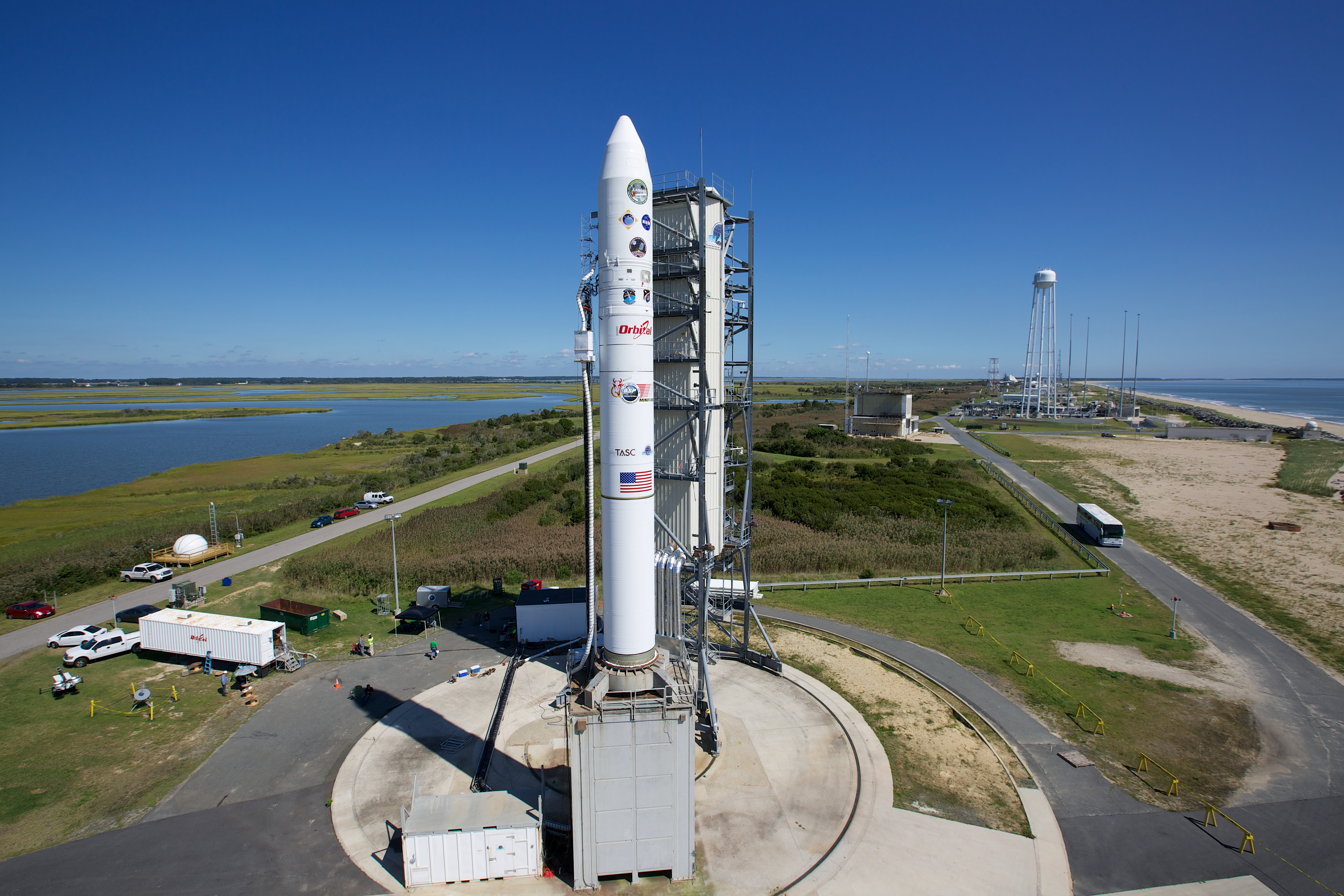
Pad 0B с ракетой Minotaur V перед запуском LADEE в сентябре 2013 года.

LP-0B начала функционировать в 1999 году, а затем была модернизирована в 2003 году, когда начали строить мобильную башню обслуживания, которая была завершена в 2004 году. Площадка активна и в настоящее время используется ракетами Минотавр. Первый запуск с LP-0B ракеты Minotaur I в декабре 2006 года и был первым запуском с Среднеатлантического регионального космодрома.
19 октября 2017 года ныне несуществующая Vector Space Systems объявила о планах провести три запуска с площадки 0B с помощью находящейся в разработке малой ракеты-носителя Vector-R в течение последующих двух лет с возможностью проведения 5 дополнительных запусков.

### Стартовая площадка Complex-2
В октябре 2018 года Rocket Lab объявила, что она выбрала Среднеатлантический региональный космопорт в качестве своего второго места запуска под названием Rocket Lab Launch Complex-2. Новая стартовая площадка находится рядом с площадкой 0А, первый запуск запланирован на второй квартал 2020 года. Новый пусковой комплекс также будет иметь комплекс интеграции.
В декабре 2019 года строительство было завершено, и Rocket Lab открыла Launch Complex-2 на среднеатлантическом региональном космодроме. Первый запуск носителя «Электрон» с LC-2 состоялся 24 января 2023 года.